# Швырёв, Игорь (шахматист)
Игорь Швырёв (эст. Igor Švõrjov; род. 24 мая 1955, Ворошиловград, Украинская ССР) — советский и эстонский шахматист, гроссмейстер (2005), тренер.
В 1973 году окончил школу в Ворошиловграде, в 1982 году получил высшее образование. Шахматами занимался с 1965 года, тренеры — Яков Моргулис (1965—1975), Геннадий Кузьмин (1975—1990).
С 1990 года представляет Эстонию. В 2000 году ему присвоено звание международного мастера, в 2005 году — гроссмейстера. Неоднократный призёр чемпионатов Эстонии по быстрым шахматам и блицу — серебряный (1996, 2005, 2007) и бронзовый (1995, 2005, 2006). В чемпионатах Эстонии по стандартным правилам занимал восьмое место в 2005 году и седьмое — в 2007. Становился победителем международных турниров в Алуште, призёром международных турниров в Луганске, Новошахтинске, Волгограде. Участник международных матчей в составе сборной Эстонии.
С 2012 года работает тренером в шахматной школе Тыну Трууса в Таллине.

## Изменения рейтинга
| Графики недоступны из-за технических проблем. См. информацию на Фабрикаторе и на mediawiki.org. |